# Sint-Pauluskerk (Langemark)

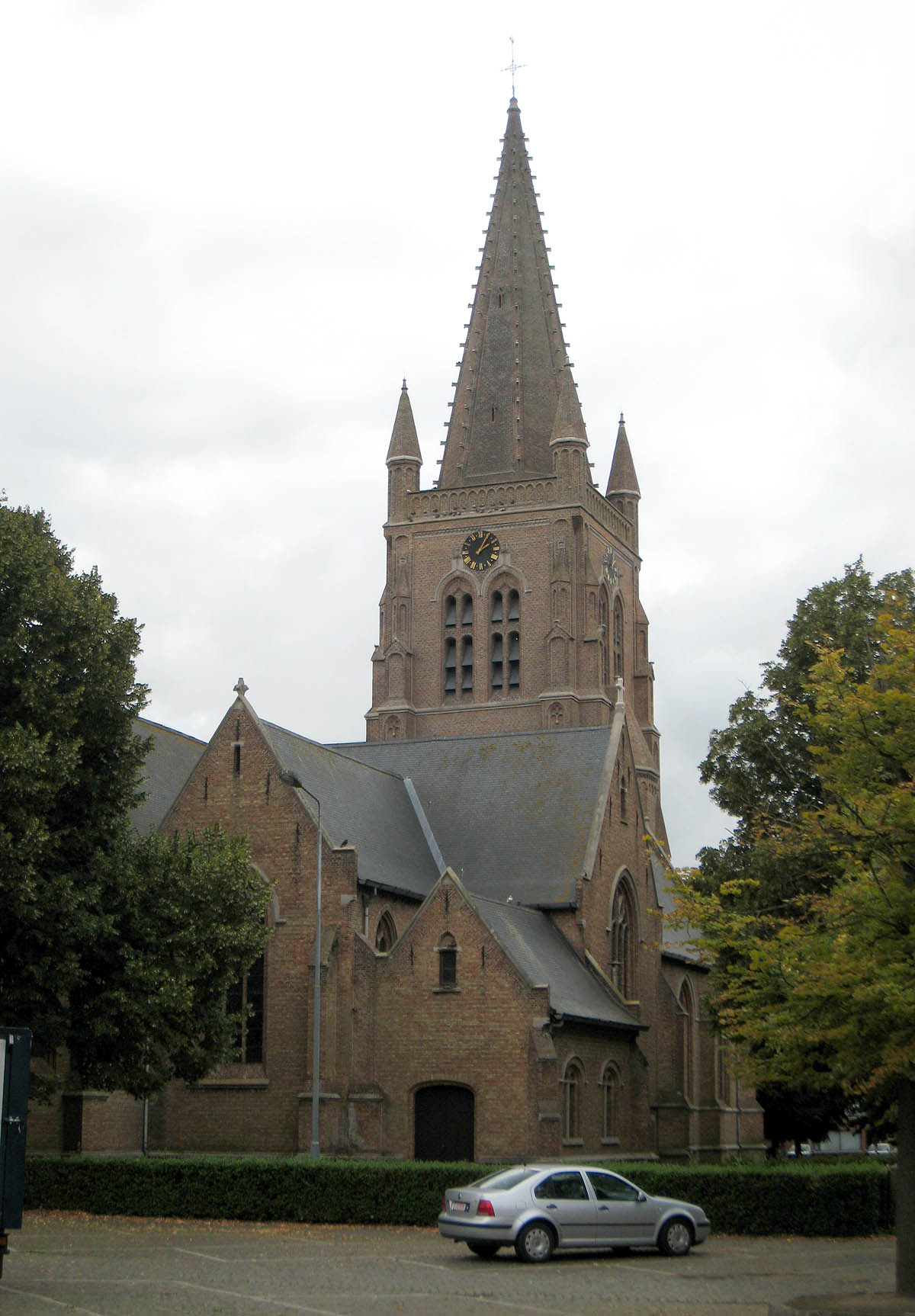
Sint-Pauluskerk

De Sint-Pauluskerk (soms voluit: Sint-Paulus Bekeringkerk) is de parochiekerk van de tot de West-Vlaamse gemeente Langemark-Poelkapelle behorende plaats Langemark, gelegen aan de Markt.

## Geschiedenis
Mogelijk werd begin 7e eeuw hier een kapel gebouwd die aan Sint-Eligius was gewijd. In 1102 was sprake van een zelfstandige parochie. In de 14e eeuw werd een gotische kerk gebouwd, welke in de jaren 1566-1582 vernield werd tijdens de godsdiensttwisten. Enkel de toren bleef behouden. In 1620 was de kerk weer hersteld. In 1798 brandde de kerk af, waarbij slechts de toren en de muren bleven staan. Opnieuw werd de kerk hersteld maar, tijdens de Eerste Wereldoorlog werd hij volledig verwoest.
In 1921 werd een nieuwe kerk gebouwd naar ontwerp van Thierry Nolf.

## Gebouw
Het betreft een driebeukige hallenkerk in historiserende gotische stijl, met voorgebouwde westtoren op vierkante plattegrond, welke voorzien is van vier hoektorentjes op de torentrans. De toren wordt geflankeerd door een vijfzijdig traptorentje.
Het kerkmeubilair heeft neorenaissance kenmerken.